# 劉天和
劉天和（1479年7月5日—1546年1月27日），字養和，號松石，湖廣黃州府麻城縣人，明朝政治人物。

## 生平
弘治十一年（1498年）戊午科湖廣鄉試第二十七名舉人，正德三年（1508年）戊辰科二甲第三十二名進士。授南京禮部主事。因劉瑾罷黜御史十八人，改各部二十四人補充，改陝西道監察御史。鎮守中官廖堂奉詔辦食御物於蘭州，劉天和謂非所部，辭而不往。廖堂遂奏其拒命，明武宗下詔逮捕，部民哭送者萬人。錮詔獄久不釋，吏部尚書楊一清上疏論救，法司奏當贖杖還職，謫金壇縣丞。刑部主事孫繼芳抗章論救，沒有批准。其後升金壇縣知縣，十二年（1517年）升湖州府知府，多有惠政。
嘉靖元年（1522年）升山西按察司副使，升南京太常寺少卿，任都察院右僉都御史、總督陝甘，請以肅州丁壯及山西、陝西流民於近邊耕牧，並推行於各邊疆。其後改巡撫陝西，任內請撤鎮守中官及罷為民患者三十餘事，明世宗均聽從，討平洮、岷番等民變，升右副都御史。丁母憂，服闋，起復原職，改總督河道，升工部右侍郎，總督河南等地河道，十五年（1536年）改兵部左侍郎，總督陝西三邊軍務，升右都御史，抵禦塞外吉囊入侵，論功加太子太保，廕一子錦衣衛千戶，前後賚銀幣十數，二十年（1541年）遷南京戶部尚書，同年改兵部尚書，提督團營，二十一年（1542年）因言官論劾其年老衰，致仕歸里。二十四年十二月（1546年1月）卒，贈少保，諡莊襄。

## 著作
刘天和留心医药，辑有《保寿堂经验方》四卷，为《本草綱目》所引用。另刻有《伤寒六书》、《幼科类萃》等书。
《皇明经世文编》录有《刘庄襄公奏疏》。

## 佚事
劉瑾當權期間，禁止天下用「天」等字為名。劉天和被迫改名劉和。劉瑾伏誅後復名。

## 家族
曾祖劉訓，山西布政使司右參政；祖父劉仲輢，崇德縣知縣；父劉璲，豐城縣知縣。母秦氏。慈侍下。弟劉天年。
子劉澯，戶部郎中。

## 延伸阅读
[在维基数据编辑]
 《明史卷二百》，出自《明史》

| 官衔          | 官衔                          | 官衔          |
| ------------- | ----------------------------- | ------------- |
| 前任： 呂盛   | 明朝湖州府知府 1517年－1522年 | 繼任： 劉士元 |
| 前任： 樊繼祖 | 明朝兵部尚書 1541年－1542年   | 繼任： 毛伯溫 |